# ギリジャー・プラサード・コイララ
ギリジャー・プラサード・コイララ（ネパール語: गिरिजा प्रसाद कोइराला, ラテン文字転写: Girija Prasad Koirala、1924年7月24日 - 2010年3月20日）は、ネパールの政治家。ネパール制憲議会議員、元ネパール会議派総裁。ネパール王国の首相を4度務めた。初代ネパール連邦民主共和国首相でもある。

## 生涯
1924年、亡命ネパール人のクリシュナ・プラサード・コイララの子としてインドのビハール州に生まれる。

### 政治的経歴
- 1948年ネパール労働組合会議を創設。
- 1952年ネパール会議派モラン郡の地方支部長。
- 1960年、マヘンドラ国王のクーデターで逮捕される。
- 1967年釈放、インドに亡命。
- 1975年亡命先でネパール会議派代表幹事に就任。（-1991年）
- 1979年帰国。
- 1990年民主化運動（ジャナ・アンドラン）を指導。パンチャーヤト制の廃止、複数政党制の導入などに貢献。
- 1996年ネパール会議派総裁に選出。

### 首相第1期
1990年の国民的な民主化運動（ジャナ・アンドラン）により実現した30年ぶりの複数政党制による総選挙が1991年行われ、当選。ネパール会議派は下院の205議席中110議席を制した。党首のバッタライが落選したため、コイララがビレンドラ国王から首相に任命された。
任期中、下院は教育、メディア、保健部門の自由化に関する法案を通過させた。
政府はまたプールバンチャル(東部地区）大学を創設。また、東部地区にB.P.コイララ保健・科学大学（BPKIHS）を設立、多くの地域で医療と工学の私立大学を認可した。政府はまた、中華人民共和国の援助を受けて、バラトプルにBP記念がん病院の建設に着手した。
1994年11月、手続き的な問題で、36人の与党の議員が信任投票に反対したためにコイララは解散総選挙に追い込まれた。選挙後、統一共産党主導の連立内閣が成立した。

### 首相第2期
タパ内閣の連立の崩壊の後を受けて、首相を引き継いだ。1998年12月25日までは、ネパール会議派の少数内閣であったが、それ以後、統一共産党、ネパール友愛党との3党連立内閣となった。

### 首相第3期
2000年、議会選挙で勝利を収めたクリシュナ・プラサード・バッタライ首相の辞任後、首相に就任した。ネパール会議派はバッタライを首相にするといって選挙に勝ったが、造反議員のグループを率いたコイララは不信任をちらつかせてバッタライを辞任に追い込んだのである。このとき、ネパールはネパール共産党毛沢東主義派の反乱により内戦を戦っていた。この第3期の間、コイララは汚職の疑惑に悩ませられた。またネパール王族殺害事件の後、コイララは危機管理能力の欠如を露呈し、さらに批判された。
2001年7月、内戦にはじめて軍を動員した後、首相を辞任した。後任にはシェール・バハドゥル・デウバ元首相がネパール会議派の多数の支持により選出された。

### 首相第4期、5期
民主化運動「ロクタントラ・アンドラン」により、ネパール下院が回復した後、2006年4月24日、コイララは7党連合の指導者たちによって首相に選ばれた。回復した下院は、国王の権力を奪う諸法案を可決し、国軍にシビリアン・コントロールをもたらした。
暫定憲法の発布以来、コイララは首相として、暫定的な元首となった。
2007年4月1日、コイララは7党連合と毛沢東主義派からなる新政府のトップとして再び首相に選ばれた。
2008年4月10日の制憲議会選挙に引き続き、議会は5月28日ネパールの共和制宣言を可決した。投票の少し前、コイララは制憲議会で「今やわれわれには大きな責任がある」と語った。ネパールは「新しい時代」に入ろうとしており、「国家の夢が実現した」と述べた。なお、コイララは共和制可決後も首相の地位を保持した。
一方、選挙で会議派がマオイストに敗れたため制憲議会は混乱した。会議派はコイララを初代大統領に望んだが、毛派やネパール統一共産党などの反対に合った。健康を害し、酸素吸入をしながら演壇に上がっていたという。普段の生活でさえ酸素吸入が必要なコイララは大統領には不適であると指摘するものも現れた。
紆余曲折の末、結局大統領にはコイララの側近である会議派のラーム・バラン・ヤーダブが統一共産党などの支持を受け毛派の候補を破り当選した。
2008年6月26日、コイララは制憲議会内で演説して正式に首相の辞意を表明した。8月15日に制憲議会で首班指名が行われ、後任に毛沢東主義派のプラチャンダ（プシュパ・カマル・ダハル）が決まると共に辞任した。

### ネパール政権の設立
2009年5月、プラチャンダ首相の軍参謀総長解任を機に毛派中心の連立政権が崩壊すると、統一共産党元書記長のマーダブ・クマール・ネパールを首班とする非毛派連立政権の樹立に動く。統一共産党と、マデシ人権フォーラムのガッチャダール派の協力により、ネパールが首相に選出されると、ガッチャダールを副首相に、娘のスジャータ・コイララを外務大臣として入閣させ、「影の首相」とも言われている。これにより、マデシ人権フォーラムはガッチャダールを除名、連立離脱を表明し、党の分裂が決定的となっている。

### 死去
2010年3月20日、慢性閉塞性肺疾患のため娘スジャータの家で死去した。翌3月21日にカトマンズのパシュパティナートで葬儀が行われた。

## 親族
父：クリシュナ・プラサード・コイララ
母：ディヴィヤ・コイララ
兄：
- マートリカ・プラサード・コイララ - 王政復古後初の首相。
- ビシュエシュワル・プラサード・コイララ - ネパール初の議会で選ばれた首相。

娘：スジャータ・コイララ - 父の内閣（第4期）の無任所大臣。事実上の秘書役だった。制憲議会選挙ではマデシ人権フォーラム党首のウペンドラ・ヤーダブと争い落選する。ネパール内閣に外相として入閣。
姪：マニーシャ・コイララ - インド映画女優